# ГЕС Сан-Жозе
ГЕС Сан-Жозе (порт. Usina Hidrelétrica São José) — гідроелектростанція на південному сході Бразилії у штаті Ріу-Гранді-ду-Сул. Знаходячись між малою ГЕС RS 155 Ceriluz (6 МВт, вище по течії) та ГЕС Passo São João, входить до складу каскаду на річці Іжуі (ліва притока Уругваю).
У межах проекту лівобережну частину долини Іжуі перекрили кам'яно-накидною греблею довжиною 225 метрів, тоді як до правого берегу прилягає основна гребля з ущільненого котком бетону висотою 25,7 метра, довжиною 525 метрів та шириною по гребеню 5 метрів. Ця споруда утримує водосховище з площею поверхні 23,5 км2, периметром 144 км та середньою глибиною 9,9 метра.
Інтегрований у бетонну частину греблі машинний зал обладнали двома турбінами типу Каплан потужністю по 25,5 МВт, які працюють при напорі 20,3 метра.